# Heaberht de Kent
Heaberht fue rey de Kent en el siglo VIII, gobernando conjuntamente con Ecgberht II.
Heaberht es conocido por sus monedas y diplomas de otros reyes. Presenció o confirmó dos diplomas de Ecgberht II, uno datado en 765, y otro, en el que es mencionado en un diploma de Offa de Mercia, en 764.